# 白菜卷

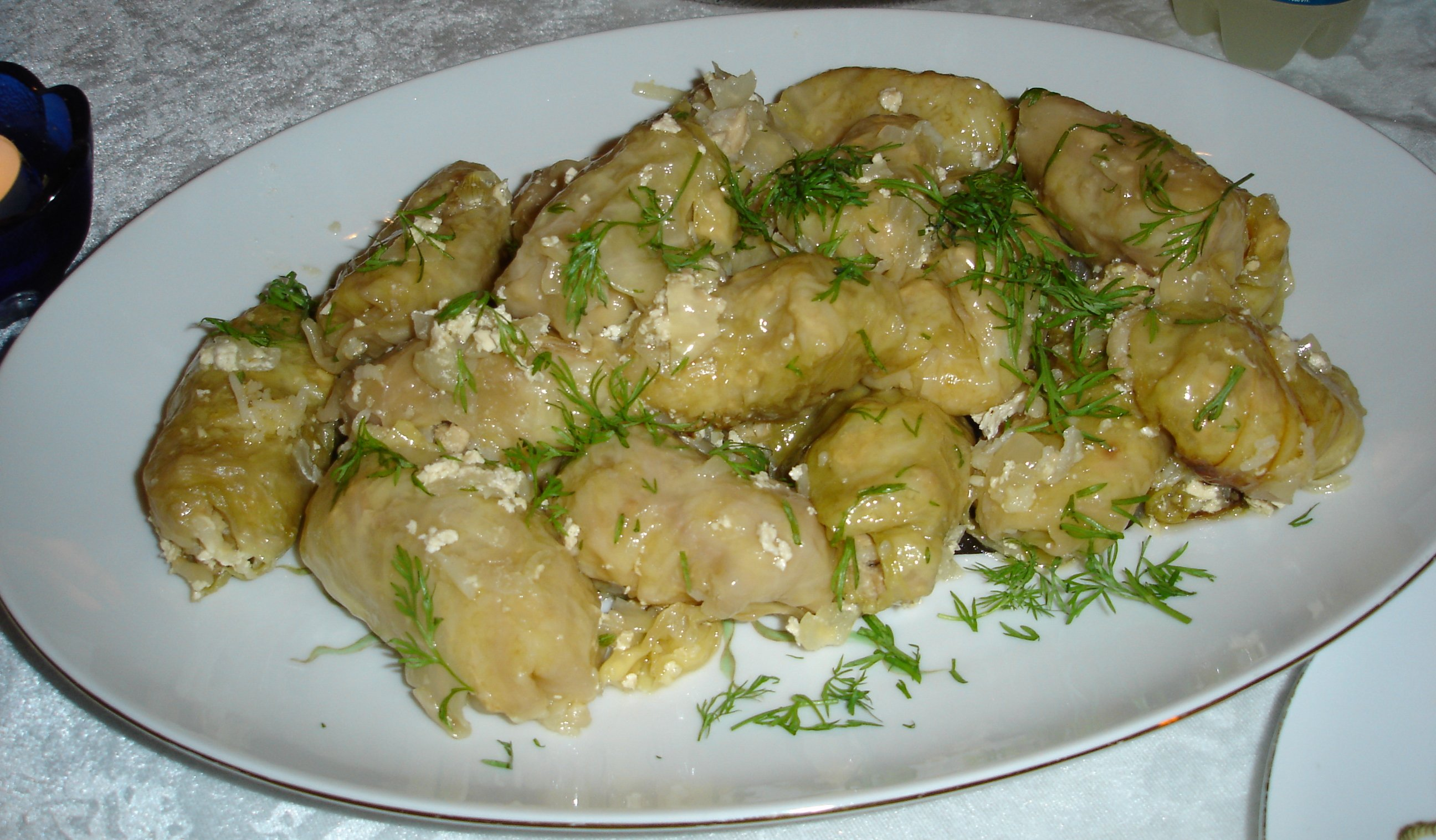
中歐（歐洲中部地區）的白菜卷

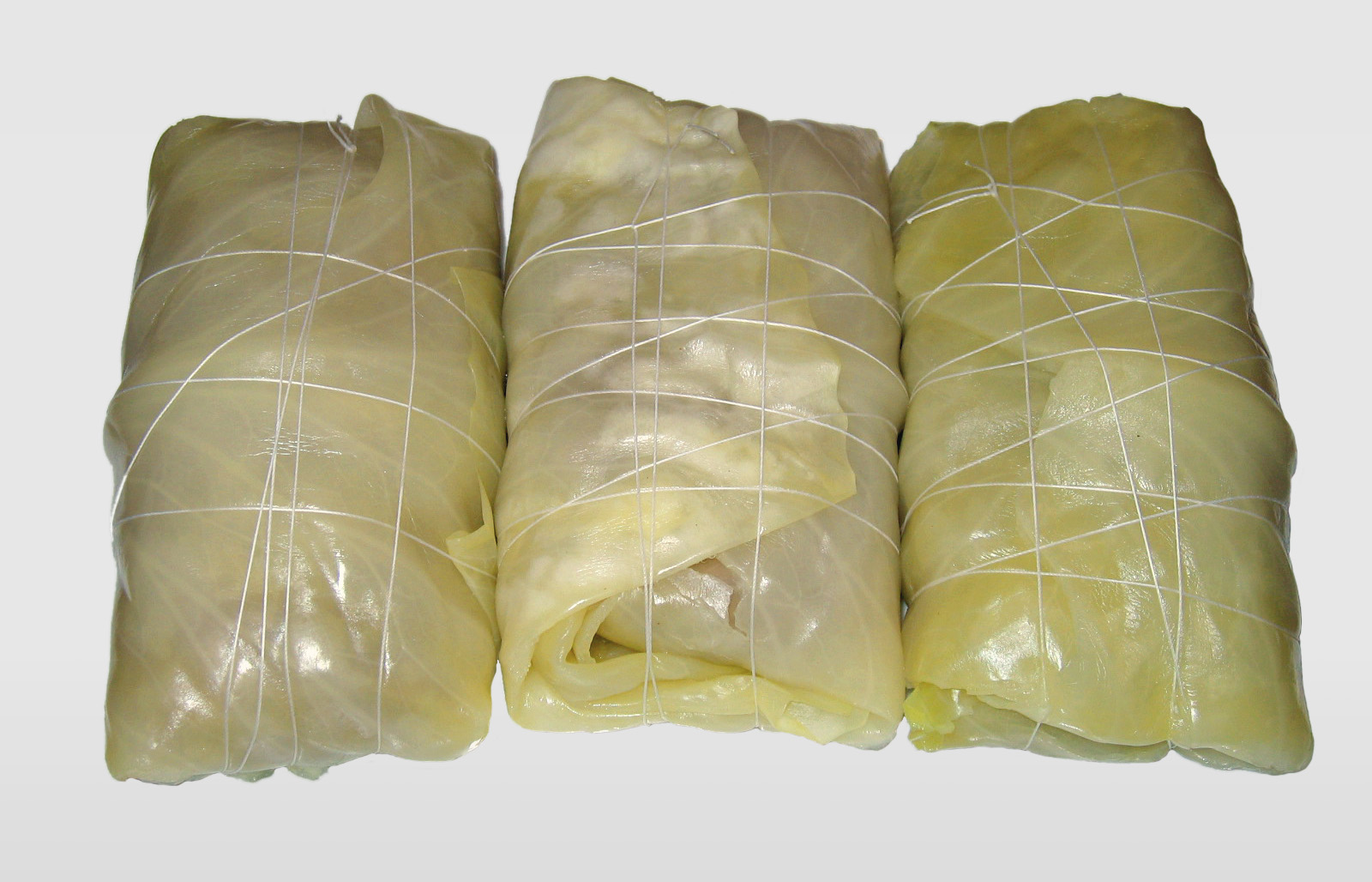
這也是白菜卷。

白菜卷（英語：cabbage roll, stuffed cabbage），是一道以白菜葉包裹各種餡料的菜餚。白菜卷在巴爾幹地區、中歐、北歐、東歐和西亞十分常見。白菜卷最早起源於猶太人，在2000年前就已經出現。在十六世紀的奧斯曼帝國時期，跟白菜捲非常相似的葡萄葉捲菜餚，風行於歐亞交界地區。
白菜卷基本上是包裹米飯、絞肉、洋蔥、香料等，十九世紀末傳至日本，在地化成為關東煮小吃食材之一，馅料除了肉類之外，通常有：胡萝卜、粉丝（冬粉）、木耳、玉米、香菇、辣椒等。